# Dunstable
Koordinaten: 51° 53′ N, 0° 31′ W

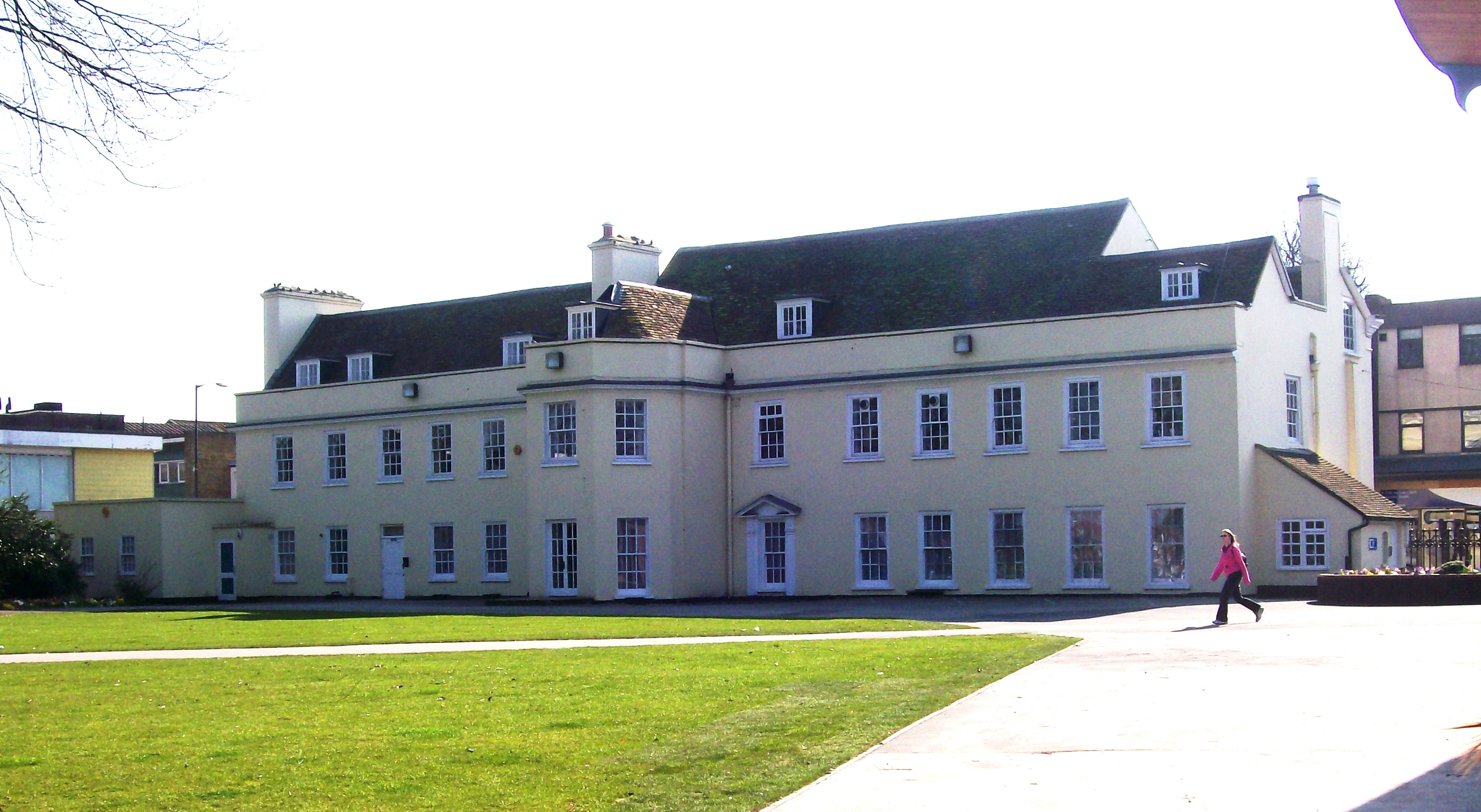
Dunstable, Grove House (Schule)

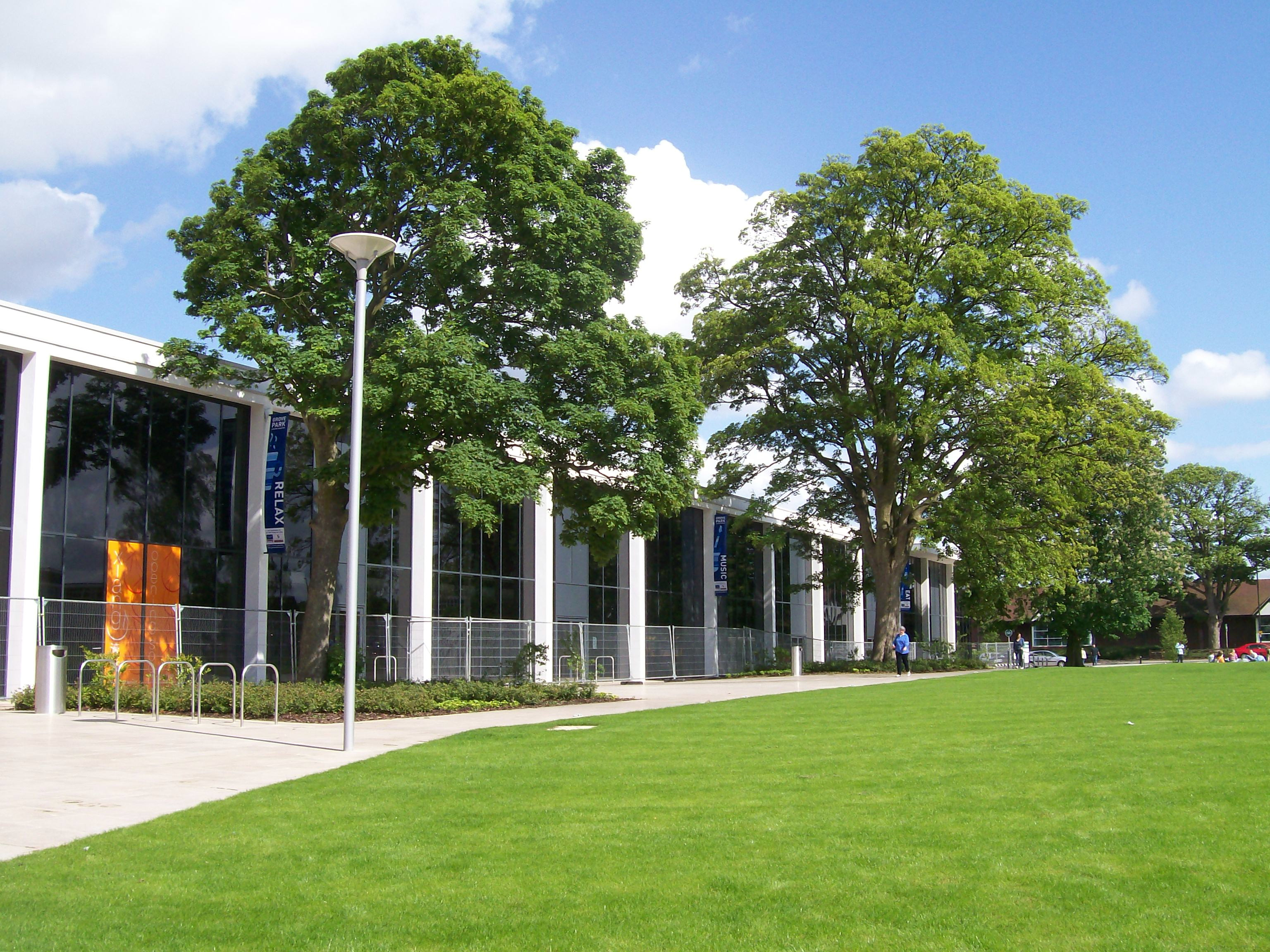
Dunstable, 2007 eröffnetes Grove-Theater

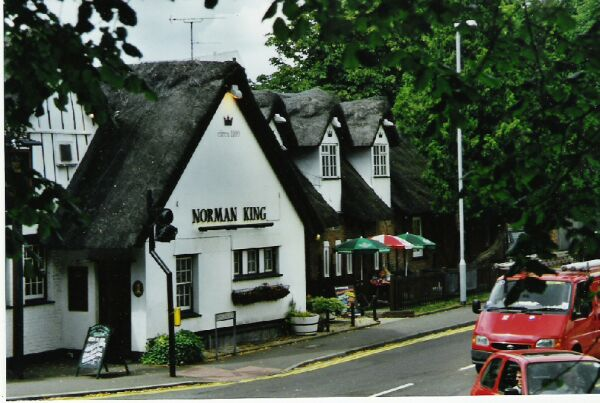
Dunstable

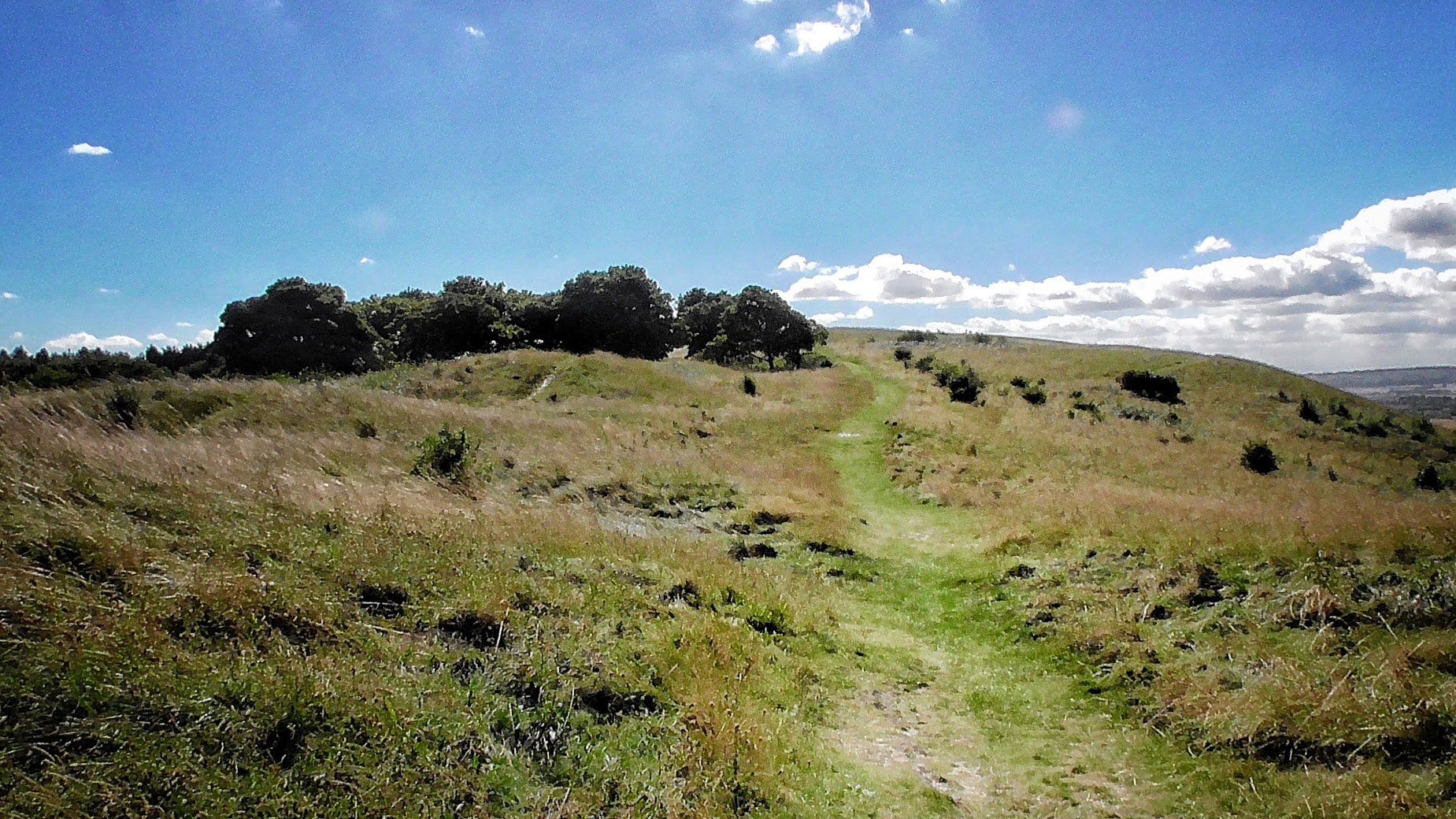
Dunstable Downs

Dunstable [ˈdʌnstəbəl] ist eine Stadt in Bedfordshire (Central Bedfordshire) im Süden Englands mit 33.805 Einwohnern (Stand: 2001). Sie liegt an den östlichen Ausläufern der Chiltern Hills. Deren Kreidehügel bilden hier steile Abbruchkanten, die schon von weitem sichtbar sind. Bis 1974 hatte Dunstable den Status eines Municipal Borough, seither ist es eine Gemeinde (civil parish) im Distrikt Central Bedfordshire unmittelbar westlich von Luton.

## Geschichte
Dunstable liegt an der Kreuzung zweier bereits in römischer Zeit genutzter Fernstraßen: Der Watling Street (London-Wroxeter, die Schnellstraße A5 folgt heute ihrer Trasse) und des Icknield Way (von Buckinghamshire nach Norfolk). Die Römer nannten den Ort an dieser Kreuzung Durocobrivis.
Da Dunstable einen Tagesritt von London entfernt liegt, bot es sich als Übernachtungsort für Reisende an, so dass hier Tavernen und Gasthäuser errichtet wurden. Noch heute sind an einigen Pubs die alten Durchfahrten für Kutschen zu erkennen. Eines der ältesten Pubs der Stadt ist das Saracens Head, dessen Name an die Kreuzfahrerzeit erinnert und dessen Boden unter dem Straßenniveau liegt, da letzteres im Lauf der Jahrhunderte allmählich durch Neupflasterungen angestiegen ist. Im Jahre 1132 entstand die Abteikirche St. Peter. In Dunstable befand sich ein so genanntes Eleanor-Kreuz, eines von mehreren Steinkreuzen, die König Eduard I. in den 1290er Jahren in Gedenken an seine verstorbene Frau Eleonore von Kastilien entlang der Strecke errichten ließ, auf der man ihren Leichnam nach London zurückgeführt hatte. 1531 ließ sich König Heinrich VIII. in der Peterskirche von Dunstable von seiner ersten Frau Katharina von Aragon scheiden; da diese Scheidung von der katholischen Kirche in Rom nicht anerkannt wurde, führte diese Scheidung zur Ausbildung einer eigenständigen Anglikanischen Kirche. Bei Dunstable erfolgten 1642 die ersten Gefechte zwischen royalistischen und parlamentarischen Truppen im Englischen Bürgerkrieg.
1848 erhielt Dunstable einen Bahnanschluss an der London and North Western Railway, 1858 kam eine Verbindungsstrecke über Luton nach Hatfield hinzu, die von der Great Northern Railway betrieben wurde. 1965 schloss British Rail den Bahnhof von Dunstable für den Personenverkehr, so dass die Stadt zu den größten Orten Englands ohne eigenen Bahnhof zählt.
Dunstable war lange Zeit bedeutende Marktstadt in Bedfordshire, wurde aber nach und nach vom benachbarten Luton überflügelt. Im 20. Jh. dominierten vor allem das Druckereigewerbe sowie die Automobilindustrie die Wirtschaft der Stadt, doch sorgte die Schließung einiger Unternehmen Ende des 20. Jahrhunderts für eine schwierige wirtschaftliche Lage. Die verbleibenden Betriebe konzentrieren sich vor allem auf das Gewerbegebiet in Woodside am östlichen Stadtrand. An das Autobahnnetz ist Dunstable durch die Autobahn M1 angeschlossen, die London mit Leeds verbindet und östlich an Dunstable vorbeiführt, wobei es diese Stadt von Luton trennt, mit dem Dunstable ansonsten mittlerweile siedlungsmäßig zusammengewachsen ist.

## Sehenswürdigkeiten
- Dunstable Downs, die bei Drachenfliegern beliebten Klippen der Chiltern Hills
- Whipsnade Zoo
- Priory Church St. Peter, die alte Abteikirche
- Waulud’s Bank, ein prähistorisches Henge im Leagrave Park von Luton
- Luton Museum & Art Gallery

## Sport
Dunstable ist Heimatort des Fußballvereins Dunstable Town F.C., der in der Englischen Southern League spielt. Außerdem kommen die Dunstablians (eigentlich: Dunstablians Rugby Football Club) aus der Stadt, ein Rugbyverein der Midlands Division One, der seine Heimspiele im Bidwell Park austrägt.

## Persönlichkeiten
- John Abraham Fisher (1744–1806), Violinvirtuose, Dirigent und Komponist
- Gary Cooper (1901–1961), Schauspieler; wuchs in Dunstable auf
- Una Stubbs (1937–2021), Schauspielerin und Tänzerin
- Nikki Iles (* 1963), Jazz-Pianistin und Akkordeonistin
- Lisa Lomas (* 1967), Tischtennisspielerin
- Spike Breakwell (* 1968), Komiker
- Faye Tozer (* 1975), Sängerin der Gruppe Steps

## Partnerstädte
- Bourgoin-Jallieu (Frankreich)
- Porz (Deutschland, seit 1975 Stadtbezirk von Köln)
- Brive-la-Gaillarde (Frankreich)